# Boehmeria kamley
Boehmeria kamley là loài thực vật có hoa trong họ Tầm ma. Loài này được Acharya & Yonek. mô tả khoa học đầu tiên năm 2002.